# Martin Herzán
Martin Herzán (* 14. října 1978 Třebíč) je jihlavský aktivista, lokální politik a publicista, autor literatury faktu, policista, básník, umělecký kovář a malíř.

## Život

### Studium a profesní kariéra
Pochází z rodiny třebíčských tesařů a stavitelů, jeho praprapradědem byl Dominik Herzán (1813–1880), jeho pradědem byl třebíčský místostarosta a stavitel Josef Herzán (1853–1920), dědem architekt Jiří Herzán (1921–2003). Vyučil se uměleckým kovářem a vystřídal několik manuálních zaměstnání.
V roce 2000 začal studovat Teologickou fakultu Jihočeské univerzity, obor pastoračně sociální asistent, v únoru 2004 obhájil bakalářskou a v září 2006 magisterskou práci, obě k tématu pornografie. Rigorózní práci Dopady pornografie na společnost a křesťanské hodnoty pak obhájil v lednu 2008 na teologické fakultě Univerzity Palackého v Olomouci, kde studoval obor křesťanská výchova.
Ještě za studií byl Herzán vybrán na pozici ředitele Oblastní charity Jihlava, vedl ji však jen 3 měsíce od července do září 2004, než ho vystřídal Michal Novotný.
Marně usiloval o členství v Radě vlády pro lidská práva (RVLP) a následně byl v letech 2005 až 2007 členem jejího Výboru pro výchovu k lidským právům. V roce 2005 kandidoval do Rady České televize, ve volbě v roce 2006 ho porazil Ivan Satrapa. Znovu kandidoval také v roce 2007.
V roce 2008 pracoval jako učitel nevidomých v Tyflo Vysočina, povolání učitel udával i v dalších dvou letech. V roce 2010 ho vlastní sdružení Česká rada nevidomých a slabozrakých Jihlava nominovalo do Rady Českého rozhlasu, ve volbách ale skončil třetí a zvolen nebyl. Na svém webu v lednu 2016 uváděl „od roku 2011 do současnosti ve státních službách“, na volebních kandidátkách bylo jako jeho zaměstnání uvedeno v říjnu 2013 „umělecký kovář, spisovatel“, o rok později „spisovatel – výtvarný umělec“. V roce 2015 byl veden jako podpraporčík Policie České republiky. Jako policista se na přelomu let 2015 a 2016 během Evropské migrační krize účastnil šestitýdenní mise na slovinsko-chorvatské hranici, kde pomáhal slovinským pohraničníkům s kontrolou uprchlíků. O svých zkušenostech během této mise poté napsal článek Svědectví z uprchlického tábora: Migranti jsou jako časovaná bomba, Unie ztratila soudnost, který se stal předmětem kontroverzí.

### Aktivismus
Herzán uvádí, že v letech 1996 až 1997 působil jako vedoucí iniciativní skupiny v Amnesty International. V roce 1997 založil občanské sdružení „Mezinárodní komise svědomí“ (používá rovněž anglický název International Commission of Conscience), do září 2000 byl jeho předsedou a v roce 2003 z něj odešel. Na podzim 2003 pak založil další občanské sdružení s názvem „Evropská unie pro lidská práva“ a od té doby mu předsedá. V srpnu 2015 organizace uváděla třináct registrovaných členů. Angažoval se také mimo jiné v petiční akci proti zobrazování sexuality a násilí v médiích nebo v hnutí Ne základnám. V březnu 2009 založil občanské sdružení „Česká rada nevidomých a slabozrakých“ a stal se jeho předsedou. V dubnu téhož roku založil občanské sdružení „Česká rada ochrany přírody“ a stal se jeho předsedou. V červnu 2011 založil také občanské sdružení „Česká vězeňská asociace“, od listopadu 2015 přejmenované na „Česká asociace bezpečnostních služeb“. V září 2015 spoluzaložil „Spolek za starou Třebíč“ a stal se jeho předsedou.
V roce 2000 vytvořil a inicioval vztyčení kříže pod železničním mostem v třebíčské Nádražní ulici. Jeho zásluhou byla na Domě kultury a odborů v Jihlavě 17. listopadu 2004 umístěna bronzová pamětní deska Karlu Krylovi. V srpnu 2010 vztyčil vlastní repliku křížového kamene v jihlavských Smetanových sadech. Kámen byl úřady po dvaceti dnech odstraněn; po roce ho Herzán instaloval u polní cesty nedaleko Mladých Bříští na Pelhřimovsku. V srpnu 2015 postavil na zakoupeném dvojhrobě u hlavní brány Ústředního hřbitova v Jihlavě vlastní pomník československým letcům, kteří bojovali v letech 1940–1945 v britské RAF. Získal za to medaili Za zásluhy Svazu letců České republiky, radnice se od jeho počinu distancovala.
Uvádí, že byl v roce 2008 byl vyznamenán Českým červeným křížem. V roce 2014 převzal z rukou pražského primátora medaili Za záchranu lidského života, kterou byl oceněn za záchranu ženy, která si způsobila zranění pádem do kolejiště tramvaje. Medaile mu byla udělena na návrh občanského sdružení Evropská unie pro lidská práva, kterou Herzán založil a které předsedá. V červnu 2015 obdržel Pamětní odznak Památníku Lidice za spolupráci, v červenci téhož roku naopak za Evropskou unii pro lidská práva předal řediteli Památníku medaili Za boj proti terorismu, kterou vydal v 50 kusech primárně pro příslušníky bezpečnostních sborů.
Jako policista se na přelomu let 2015 a 2016 během evropské migrační krize účastnil šestitýdenní mise na slovinsko-chorvatské hranici. V únoru 2016 publikoval na serveru Novinky.cz článek Svědectví z uprchlického tábora: Migranti jsou jako časovaná bomba, Unie ztratila soudnost, ve kterém se podělil o své zkušenosti z uprchlického tábora ve Slovinsku. Podle Herzánova tvrzení se mezi skutečnými uprchlíky ukrývají maskovaní islamisté, které i po odhalení slovinské orgány pouští dále od Evropy. Mezi uprchlíky se mělo nacházet mnoho zbraní. Článek byl často sdílen na sociálních sítích a vydáván za důkaz, že do Evropské unie proudí mnoho radikálních bojovníků Islámského státu. Podle zpravodajského serveru Echo24 byl tento článek „z velké části plný nepodložených informací“, získal ale mnoho sdílení na sociálních sítích. Herzánova tvrzení odmítlo také slovinské ministerstvo vnitra. Herzán poté zdůraznil, že si svými tvrzeními stojí a může je doložit. Policie ČR nejprve odmítla Herzánův článek komentovat, následně však policejní prezident Herzánova tvrzení odmítl a sdělil, že policie s Herzánem zahájila kázeňské řízení.

### Politické angažmá
V komunálních volbách v listopadu 2002 byl Martin Herzán jako člen Strany zelených lídrem její kandidátky v Třebíči.
Podle místního tisku se po dostudování v Jihlavě pokusil založit politickou stranu apelující na věřící, její „letáky se znázorněním Ježíše Krista visely před jedněmi komunálními volbami v jihlavských kostelích.“
V roce 2002 se Herzán stal členem Komunistické strany Čech a Moravy. Od roku 2005 působil v Sociální komisi Rady Kraje Vysočina. Byl krajským manažerem Komise mládeže ÚV KSČM pro Vysočinu a v březnu 2008 s delegací mladých komunistů na pozvání Svazu komunistické mládeže Číny navštívil Peking a Čchung-čching. Za KSČM kandidoval v červnu 2006 ve volbách do Poslanecké sněmovny PČR. V komunálních volbách v říjnu téhož roku pak už byl na sedmém místě její kandidátky v Jihlavě, stal se tak prvním náhradníkem a v prosinci 2008 po odstoupení zastupitele Pavla Kalabuse ho nahradil. Na radnici působil jako člen Komise pro územní plánování Rady města Jihlavy. V říjnu 2008 kandidoval do zastupitelstva Kraje Vysočina na 12. místě kandidátky. V roce 2010 opět kandidoval za KSČM v květnových volbách do Poslanecké sněmovny PČR, jako šestý na krajské kandidátce. Z KSČM však pro názorové spory odešel a do obecních voleb v říjnu 2010 – ještě jako člen KSČM – už vedl kandidátku Město lidem, složenou z nestraníků a několika dalších členů KSČM.
Následně Herzán kandidoval jako bezpartijní ve sněmovních volbách v říjnu 2013 na 13. místě krajské kandidátky Strany Práv Občanů – Zemanovců a v komunálních volbách v říjnu 2014 na 13. místě jihlavské kandidátky hnutí ANO 2011.

## Knihy
- UFO nad Třebíčí. Plzeň: Včelka, 1994. 100 výtisků, 18 stran, obrázky, fotografie; popisuje pozorování UFO v 90. letech
- Apokalypsa, Kristus nebo Antikrist? Třebíč: Mezinárodní komise svědomí (MKS), 1997.
- Totalitní světovláda. Fakta a důkazy o zákulisí světové politiky, lidských právech a globalizaci. 1. vydání Třebíč: Mezinárodní komise svědomí, 2000, 2. vydání Bratislava: Eko-konzult, 2002, ISBN 80-89044-38-7 (brožované), 206 s. 1. vydání bylo od roku 2001 šířeno po internetu.
- Pornografie a svoboda projevu. Bratislava: Eko-konzult, 2003.[58]
- Jihlava ve spárech StB. Historie tajné policie KSČ v Jihlavě 1945–1990. Jihlava: Ing. Jiří Vybíhal, 2011. 127 s. ISBN 978-80-260-0026-6
- Třebíč ve spárech StB. Historie a perzekuce tajné policie KSČ na Třebíčsku 1945–1990. Jihlava: PhDr. Martin Herzán, 2012.
- Utajené dějiny Jihlavy 20. století, 2014[6]
- Historie ochranné služby. PČR – Útvar pro ochranu ústavních činitelů ochranné služby, 2015, ISBN 978-80-260-7248-5 (vázané), 109 s., 1000 výtisků, neprodejné
- Vzpomínky na Vyšehrad. Petrklíč, 2018.[59]
- 100 let pádů republiky. AOS Publishing, 2018.[60]
- Státní bezpečnost na dvoře Rudolfa II. AOS Publishing, 2018.[61]

### Básnické sbírky
- Tetované matky. Jihlava: Evropská unie pro lidská práva, 2004.
- Tetované dcery. Jihlava: Evropská unie pro lidská práva, 2005.
- Nádech před výkřikem. Jihlava: Evropská unie pro lidská práva, 2008.
- Lidice. Evropská unie pro lidská práva, 2015. ISBN 978-80-260-7785-5, 19 nečíslovaných listů